# Werner Grundahl
Werner Grundahl Hansen (født 22. august 1914 i København, død 22. december 1952) var en dansk cykelrytter, der blev kåret til årets fund i dansk idræt 1933. Han var også fabrikant.
Werner Grundahl var en af Danmarks bedste cykelryttere i 1930'erne. Han blev landevejsrytter efter, at han i 1932 vandt De Unges Cykelløb og satte dansk rekord på 30 og 50 km. Han fik sit gennembrud som 18-årig i 1933, hvor han vandt Rudersdalløbet og fik en 3. plads i det nordiske mesterskab i Oslo, hvilket var stærkt medvirkende til at sikre ham titlen som "årets fund i dansk idræt". 1935 vandt han igen Rudersdalløbet, blev nummer 2 på NM individuelt og vinder i holdløbet. Han nåede samme år karrierens højdepunkt med en 3. plads ved amatørernes VM i Floreffe-Namur i Belgien.  
Werner Grundahl blev allerede professionel som 21-årig i november 1935 efter VM-bronzen. Allerede under sit andet år som professionel var han tæt på at blive Danmarks første professionelle verdensmester i landevejscykling, da han i Bern 1936 var i udbrud med franskmanden Antonin Magne. Men de danske cykelledere glemte at give Grundahl sin forplejningspose mod løbets slutning, og han mistede langsomt kræfterne og måtte slippe den senere vinder Magne og nøjes med en 5. plads. Han vandt Københavns 3. seksdagesløb i Forum 1936 med belgieren Albert Billiet og vandt på Ordrupbanen DM-sølv i 10 km.
I slutningen af 1930'erne blev der længere mellem topresultaterne. Han opnåede dog en 2. og en 3. plads på to etaper i Tyskland Rundt 1938. 1939 vandt han karrierens eneste Danmarksmesterskab, som kom i 5km forfølgelsesløb på bane. Han kørte som amatør for Amager BC og som professionel for belgiske Colin – Wolber (1936), danske Scott (1936), franske France Sport – Dunlop 1937-38 og tyske Diamant 1937-1938. 1935 og 1940 tilhørte han ikke noget hold. Han kørte sin sidste sæson i 1940.
Efter anden verdenskrig blev Werner Grundahl og hans familie beskyldt for unational virksomhed. Dette skyldtes, at familiens virksomhed Globus Cykler, på Roskildevej i Glostrup, under krigen havde været leverandør til tyskerne, og Globus blev derfor 6. juni 1944 saboteret af den danske modstandsbevægelse. Produktionen blev i september 1944 genoptaget på en virksomhed på Orlogsværftet.
Werner Grundahl begik selvmord den 22. december 1952, kun 38 år gammel.
| Priser                                   | Priser                                     | Priser                                       |
| ---------------------------------------- | ------------------------------------------ | -------------------------------------------- |
| Foregående: 1932 Børge Jensen i brydning | Årets fund i dansk idræt 1933 i cykelsport | Efterfølgende: 1934 Oluf Skjelmose i fodbold |